# Amalia Dupré

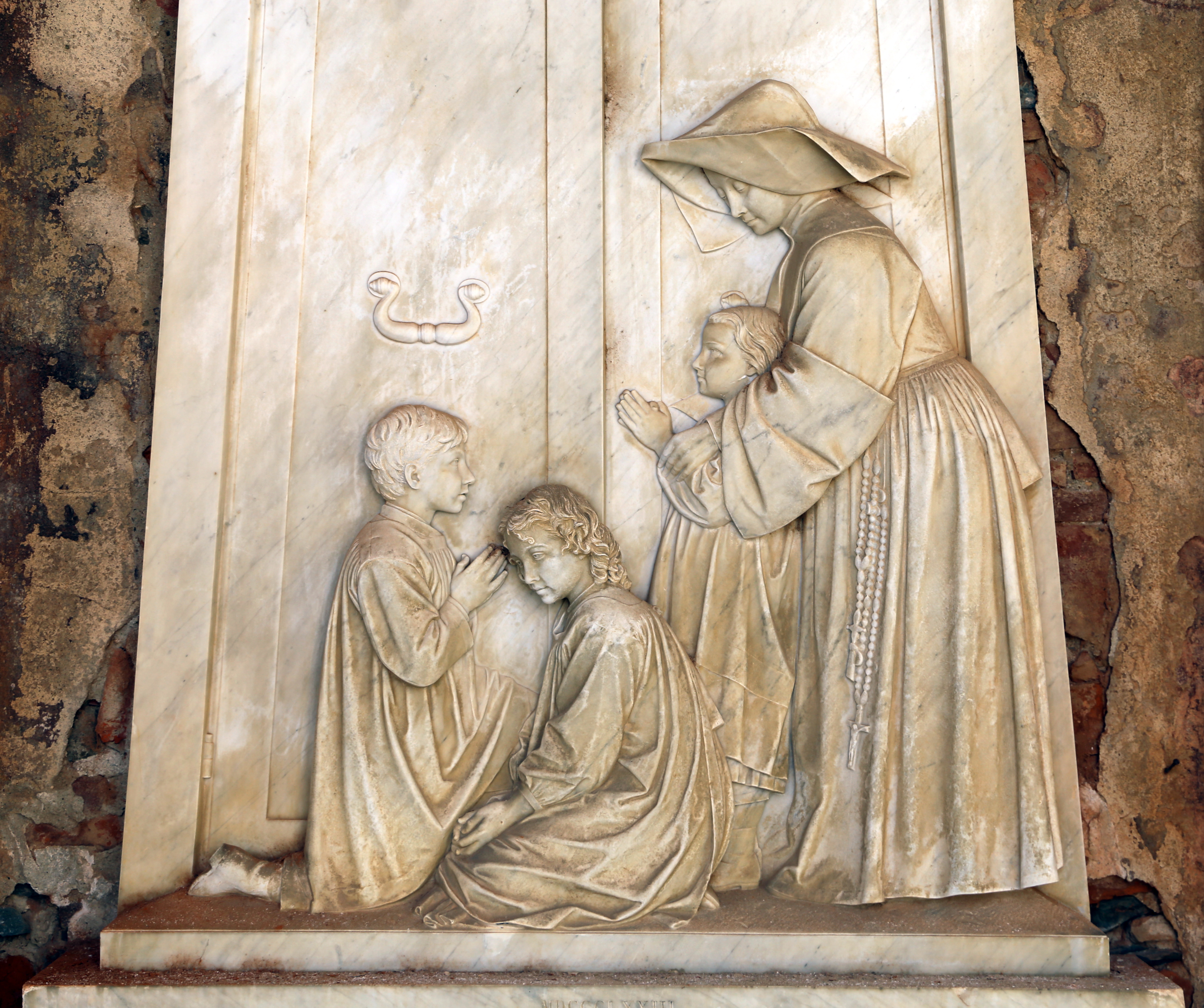
Francesco Aliotti-Monument, Arezzo

Maria Luisa Amalia Dupré (* 26. November 1842 in Florenz; † 23. Mai 1928 ebenda) war eine italienische Bildhauerin.

## Leben
Amalia Dupré war die Tochter des Bildhauers Giovanni Dupré und dessen Frau Maria Mecocci. Sie wurde von ihrem Vater im Zeichnen und Modellieren ausgebildet und begann bald, ihn bei seiner Arbeit zu unterstützen. Ihr erstes bedeutendes eigenes Werk, Giotto als Kind, wurde 1862 als Gipsmodell fertiggestellt und 1867 bei der Weltausstellung in Paris als Marmorplastik neben den Werken ihres Vaters präsentiert. Amalia Dupré schuf, oft mit Unterstützung des Vaters, religiöse Statuen, Grabdenkmäler und Porträtbüsten, wobei sie den Stil ihres Vaters fortsetzte.
Nach dem Tod ihres Vaters im Jahr 1882 vollendete sie einige seiner Werke und kümmerte sich insbesondere um die Bewahrung seines Andenkens. Sie verwandelte sein Atelier in der via degli Artisti in Florenz in ein Museum und schuf ein kleines Denkmal mit Reliefdarstellungen von Episoden aus seinem Leben für die Villa Dupré in Fiesole. In späteren Jahren war sie vermutlich nur noch wenig künstlerisch tätig.

## Werke

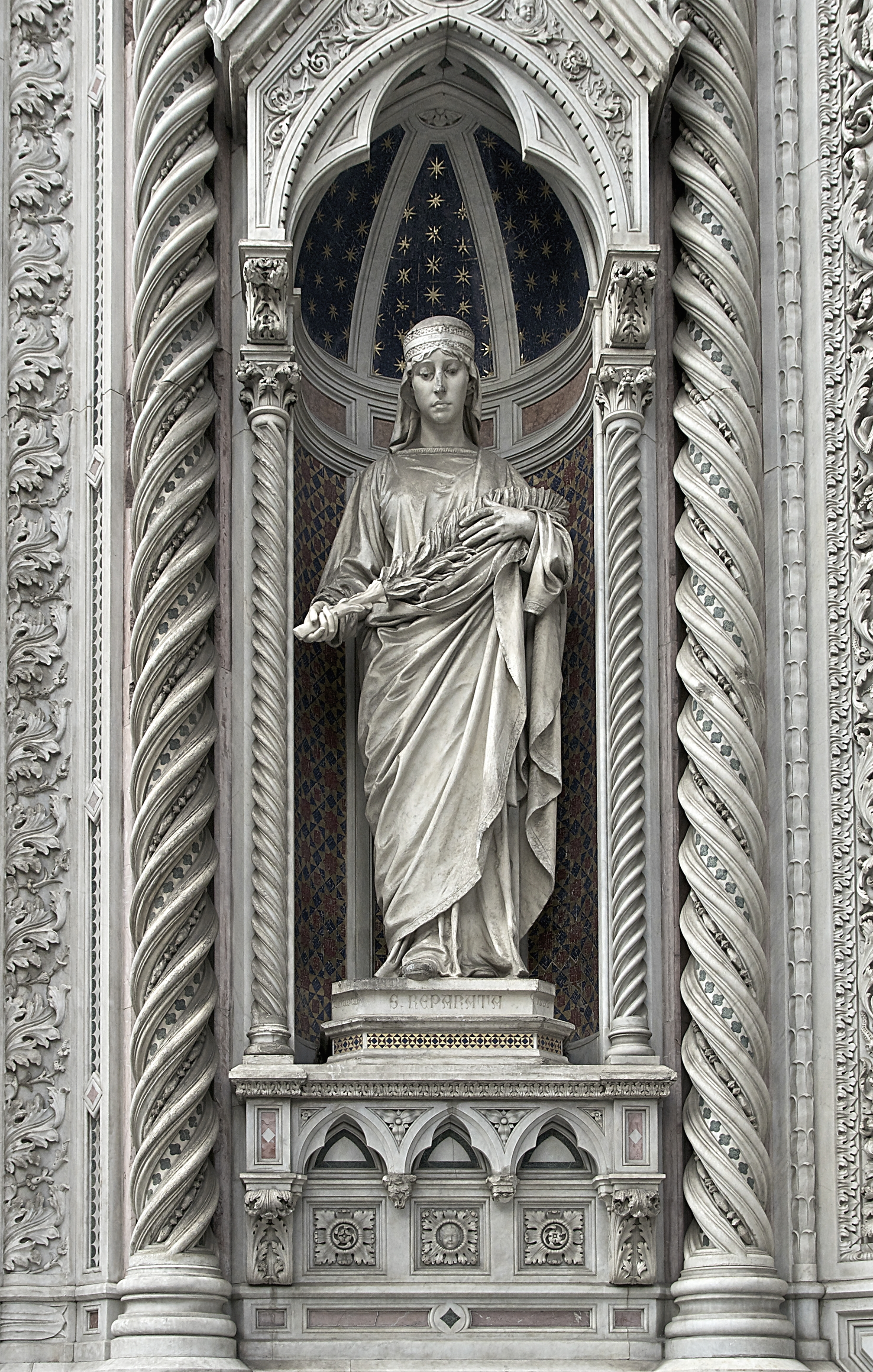
Statue der hl. Reparata an der Fassade des Florentiner Doms

- Relief für das Grabmal Ravaschieri auf dem Friedhof von Neapel, 1867
- Grabdenkmal für die jüngere Schwester Luisina, Friedhof von Fiesole, 1872
- Relief einer Schwester der Christlichen Liebe mit Kindern, Grabmal für Francesco Aliotti, Friedhof von Arezzo, 1873
- Marmorstatuen des hl. Johannes und eines Engels für die Kapelle einer Villa der Marquise Pieri Nerli von Siena, vor 1879
- Marmorstatuen der Theologischen Tugenden für Raffaello Agostini in Florenz, vor 1879
- Mater dolorosa in Terrakotta, Kirche Sant’Emidio in Agnone, vor 1879
- Reliefs an vier Grabmälern und Figuren an der Kanzel, Dom von San Miniato, vor 1879
- Friedensengel in Bronze, Tempel der Villa Camerini in Piazzola sul Brenta, 1879
- Grabdenkmal für Elena Mantellini, Cimitero delle Porte Sante, Florenz, 1881
- hl. Josef mit Kind, Waisenhaus in Siena, 1881
- Statuen der hll. Elisabeth, Klara und Ludwig, Kirche Santa Margherita in Cortona, 1886/89
- Statue der hl. Klara, Dom San Rufino in Assisi, 1888
- Büste Dantes für die Casa di Dante in Florenz, um 1890
- Statuen der hll. Zenobius und Reparata an der Fassade des Florentiner Doms, um 1890